# Recherches Provalis
 (novembre 2012).
Si vous disposez d'ouvrages ou d'articles de référence ou si vous connaissez des sites web de qualité traitant du thème abordé ici, merci de compléter l'article en donnant les références utiles à sa vérifiabilité et en les liant à la section « Notes et références ».
 (février 2024).
Recherches Provalis est une compagnie canadienne spécialisée dans le développement et la commercialisation de logiciels d’analyses textuelles. La compagnie, basée à Montréal,  commercialise trois types de logiciels : QDA Miner - un logiciel d’analyse qualitative permettant le codage et l’analyse de données textuelles; WordStat - un logiciel d’analyse de contenu et d’exploration de textes; SimStat - un logiciel d’analyse statistique.

## Voir également
- QDA Miner
- WordStat
- Méthodes qualitatives
- Analyse de contenu
- Text mining